# جون موس
جون موس (بالإنجليزية: Jon Moss) هو طبال بريطاني، ولد في 11 سبتمبر 1957 في واندزوورث في المملكة المتحدة.

## وصلات خارجية
- جون موس على موقع IMDb (الإنجليزية)
- جون موس على موقع ميوزك برينز (الإنجليزية)
- جون موس على موقع أول ميوزيك (الإنجليزية)
- جون موس على موقع ديسكوغز (الإنجليزية)
- جون موس على موقع قاعدة بيانات الفيلم (الإنجليزية)